# Lappenfinger
Die Lappenfinger (Rhacodactylus) sind eine Gattung aus der Familie der Doppelfingergeckos (Diplodactylidae). Alle diese Arten sind auf der Inselgruppe Neukaledonien endemisch.
Sie sind baumbewohnend (arboricole Lebensweise). R. trachyrhynchus gehört zu den wenigen lebendgebärenden Geckoarten (Viviparie).

## Arten
- Höckerkopfgecko (Rhacodactylus auriculatus (Bavay, 1869))
- Neukaledonischer Riesengecko (Rhacodactylus leachianus (Cuvier, 1829))
- Rhacodactylus trachycephalus (Boulenger, 1878) (zuvor Unterart von Rhacodactylus trachyrhynchus)
- Greifschwanzgecko (Rhacodactylus trachyrhynchus Bocage, 1873)

In neue Gattungen wurden gestellt:
- Flechtengecko (Rhacodactylus chahoua Bavay, 1869)  (Jetzt Mniarogekko chahoua (Bavay, 1869))
- Kronengecko (Rhacodactylus ciliatus (Guichenot, 1866))  (Jetzt Correlophus ciliatus Guichenot, 1866)
- Sarasins Gecko (Rhacodactylus sarasinorum Roux, 1913)  (Jetzt Correlophus sarasinorum (Roux, 1913))